# Ритерсдорф (Ајфел)
Ритерсдорф (њем. Rittersdorf) општина је у њемачкој савезној држави Рајна-Палатинат. Једно је од 235 општинских средишта округа Ајфелкрајс Битбург-Прим. Према процјени из 2010. у општини је живјело 1.444 становника. Посједује регионалну шифру (AGS) 7232109.

## Географски и демографски подаци
Ритерсдорф се налази у савезној држави Рајна-Палатинат у округу Ајфелкрајс Битбург-Прим. Општина се налази на надморској висини од 285 метара. Површина општине износи 11,9 km². У самом мјесту је, према процјени из 2010. године, живјело 1.444 становника. Просјечна густина становништва износи 122 становника/km².